# SSV Bad Brambach
Der SSV Bad Brambach (offiziell: Spiel- und Sportverein Bad Brambach e.V.) ist ein Sportverein aus der sächsischen Kurstadt Bad Brambach im Vogtlandkreis.

## Geschichte
Die Ursprünge des Vereins reichen bis in die 1950er zurück. Durch die Organisation des Sports auf betrieblicher Basis in der DDR entstand die Betriebssportgemeinschaft (BSG) Brambacher Sprudel, ab 1952 BSG Empor Bad Brambach. Nach der politischen Wende 1989 wurden auch im Sport neue Wege erforderlich. Am 1. Oktober 1990 löste sich die BSG Empor auf. Am gleichen Tag gründeten die Sportler den Spiel- und Sportverein Bad Brambach e.V. als direkten Nachfolgeverein.

### Wintersport
Die BSG Empor Bad Brambach baute nach ihrer Gründung in der Nähe der Hohendorfer Mühle die Wachtbergschanze. Auf der Skisprungschanze fanden viele Jahre Wettkämpfe statt. Sie musste jedoch nach 1978 wegen Baufälligkeit abgerissen werden.

## Abteilungen
Im SSV Bad Brambach sind über 170 registrierte Mitglieder in den folgenden Abteilungen aktiv:
- Fußball
- Kegeln
- Kraftsport
- Tischtennis
- Frauensport
- Turnen
- Volleyball

## Erfolge
Besonders erfolgreich waren in der Vergangenheit Athleten der Abteilung Kraftsport. So konnte der für den SSV Bad Brambach im Kraftdreikampf startende Horst Echtner bei der Europameisterschaft 2016 vier Medaillen erringen. Mit Thomas Markewitz hat der Verein auch einen sächsischen und deutschen Meister im Kraftdreikampf in seinen Reihen.